# Magna Mater

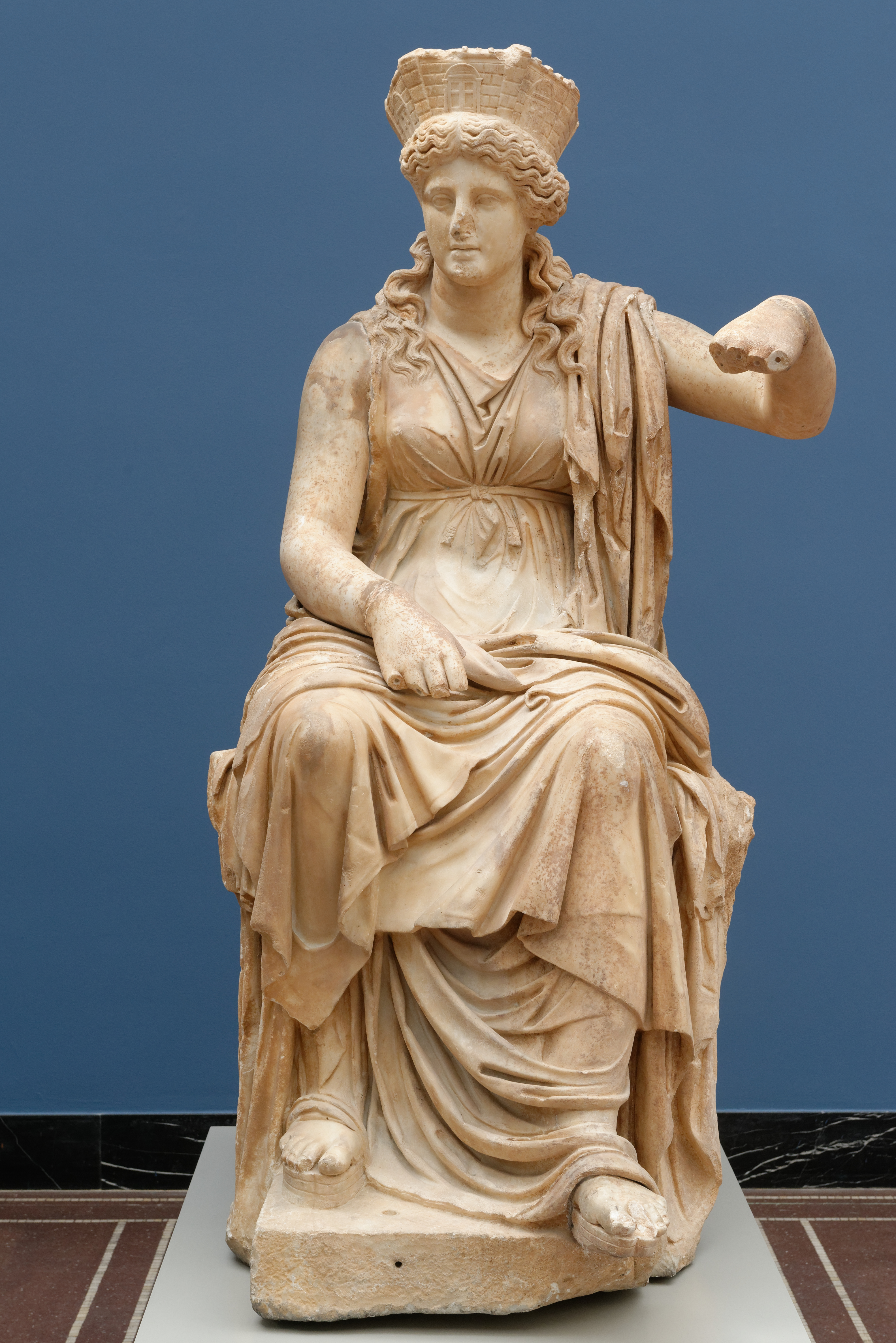
Römische Darstellung der Cybele (um 60 n. Chr.)

Die Bezeichnung Magna Mater (lateinisch für Große Mutter) wird in der archäologischen Fachliteratur fast ausschließlich für die antike Göttin Kybele (griech. Κυβέλη), die Große Göttermutter (Megále Meter) vom Berg Ida (lat. Mater Deum Magna Ideae, kurz Magna Mater), verwendet.
In einigen religionshistorischen oder archäologischen Schriften wird der Begriff bisweilen auf die Muttergöttinnen des mediterranen Neolithikums ausgedehnt.
Der Autor Manfred Kurt Ehmer verwendet den Ausdruck in seinen populärwissenschaftlichen Schriften für eine kulturübergreifende Interpretation im Sinne einer weitreichenden „ökospirituellen“ neureligiösen Auslegung, die die Erde als Verkörperung der Magna Mater oder als Mutter Erde auffasst.

## Mater Deum Magna Ideae

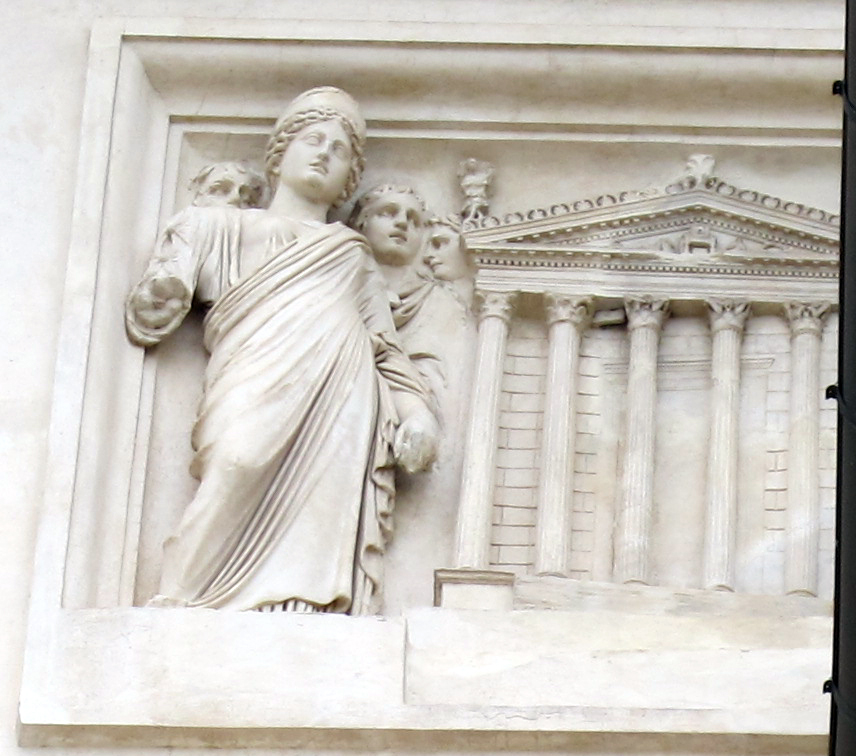
Reliefdarstellung des Magna-Mater-Tempels (Villa Medici, Rom)

Der Name Mater Deum Magna Ideae (lateinisch, deutsch: „Große Göttermutter vom Berg Ida“; für Berg Ida siehe Psiloritis) wurde der phrygischen Göttin Kybele nach Einführung des Kybele- und Attiskultes im Römischen Reich im Jahre 205/204 v. Chr. gegeben. Überliefert ist auch der Name Magna Mater Deorum Idaea („Große Mutter der Götter vom Berge Ida“) sowie die Schreibweisen Magna Mater deum Idea und Mater Deum Magna Ideae.
Neben den offiziellen Kybele-Attis-Mysterien gab es auch in der Volksreligiosität Kleinasiens immer schon die Verehrung der Kybele als „Große Mutter“ außerhalb eines Mysterienkultes (kultische Feiern mit einem geheim bleibenden Kern). Kybele galt ursprünglich in Kleinasien und nach der Hellenisierung auch bei den Griechen als die Erzeugerin des Lebens, als Berg- und Erdmutter, als Beschützerin der Städte sowie als Fruchtbarkeitsgöttin und Göttin des weiblichen Geschlechtes.

## Harald Haarmann: Verehrung in der Jungsteinzeit

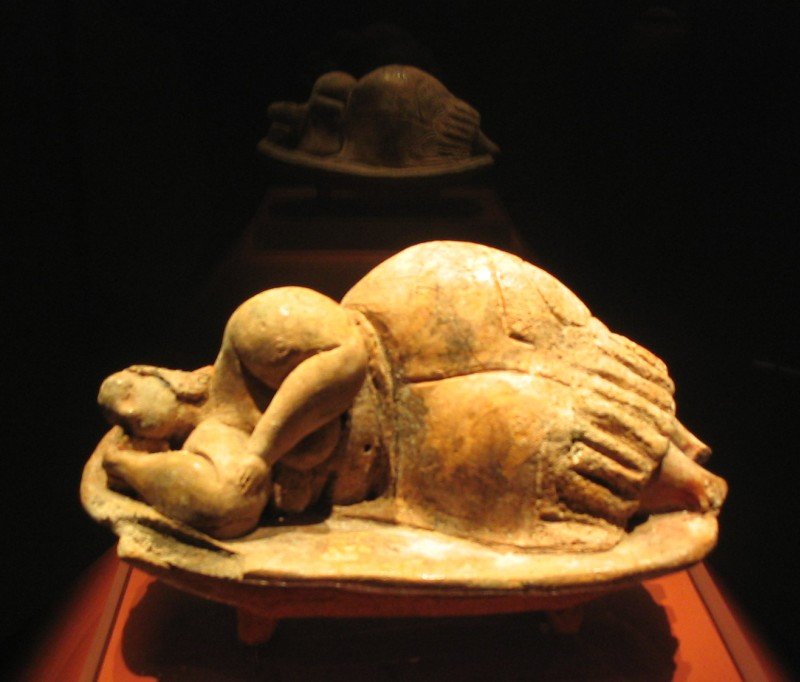
Sleeping Lady von Malta, 4. Jahrtausend v. Chr.

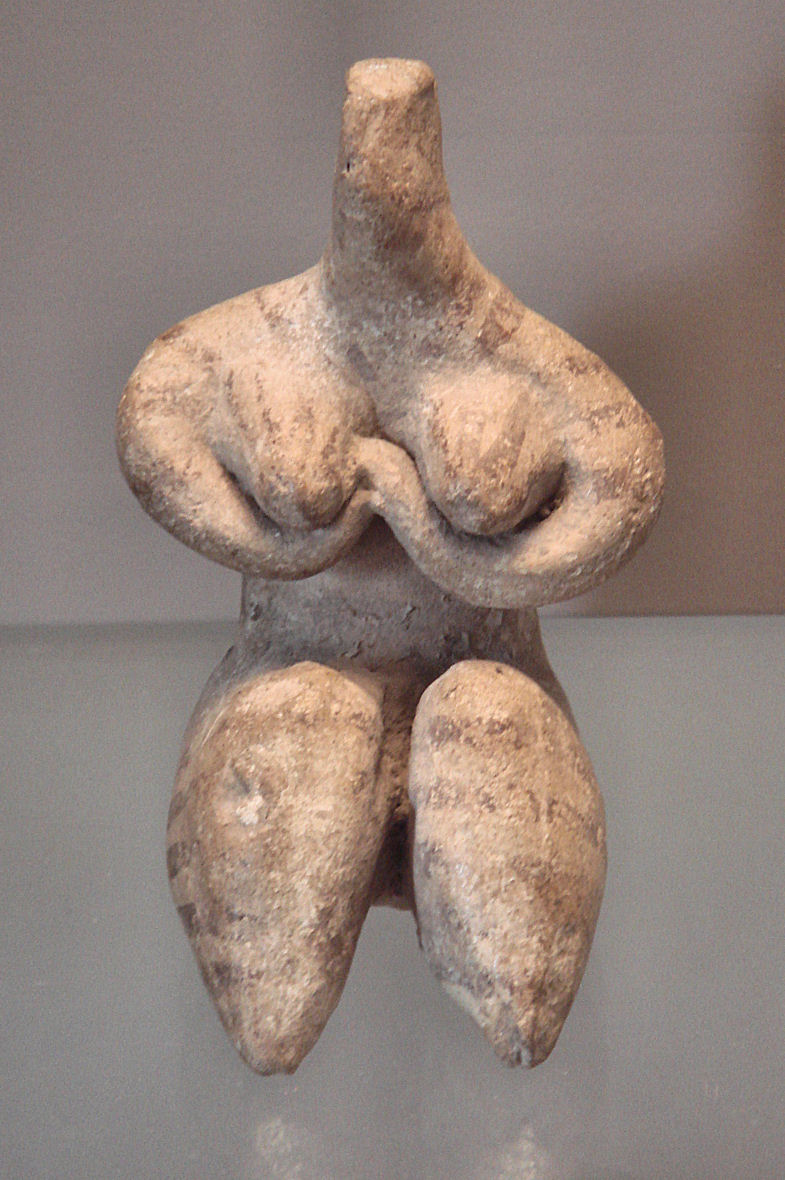
Weibliche Statuette von Samarra, 7. Jahrtausend v. Chr.

Der Sprach- und Kulturwissenschaftler Harald Haarmann bringt die Verehrung einer Magna Mater mit der sogenannten neolithischen Revolution in Verbindung, als die Menschen sich erstmals der Landwirtschaft zuwandten und oft auch sesshaft wurden. Die Neolithisierung begann in Kleinasien etwa 10.000 v. Chr., erreichte ab etwa 6500 v. Chr. Südosteuropa und in den folgenden Jahrtausenden das übrige Europa. Dabei soll den Frauen die Anpflanzung und Ernte oblegen haben, während die Männer weiterhin der Jagd nachgegangen seien. Infolgedessen soll sich die Idee einer weiblichen Gottheit ausgebreitet haben.
Schriftliche Zeugnisse aus dieser Zeit fehlen, wenn auch die auf dem Balkan gefundenen Vinča-Zeichen, die möglicherweise aus dem 6. Jahrtausend v. Chr. stammen, von Haarmann als Weiheinschriften interpretiert werden, die jedoch bislang nicht entziffert werden konnten. In dem Bereich zwischen dem Balkan, der Donau und bis zur heutigen Ukraine, ein Gebiet, das von Marija Gimbutas als Alteuropa bezeichnet wurde, wurden Tausende von Statuetten aus dieser Zeit gefunden, die durch Brüste, Schamdreieck und teilweise überbreite Hüften gekennzeichnet sind. Darstellungen, die auf Geburtsszenen oder Mutter mit Kind hinweisen, fehlen jedoch. Männliche Darstellungen befanden sich nur vereinzelt darunter (in Vinča waren es 581 weibliche und 17 männliche Figuren, in einer jüngeren Schicht aus dem 4. vorchristlichen Jahrtausend waren über 90 % der 83 Figuren weiblich, in Sitagroi in Nordgriechenland waren alle 250 Figuren weiblich). Insgesamt sei aus der Jungsteinzeit von über 20.000 weiblichen Statuetten berichtet worden. Solche Figuren wurden auch in Anatolien unter anderem in der jungsteinzeitlichen Großsiedlung Çatalhöyük gefunden, wo sie bis ins 8. vorchristliche Jahrtausend datiert werden.

### Erd- und Fruchtbarkeitsgöttin
Haarmann nimmt an, dass die Große Göttin als Lebenspenderin, Herrin der Vegetation und Schutzpatronin des Ackerbaus und Hüterin der tierischen und menschlichen Fruchtbarkeit, auch im Hinblick auf die Sexualität, verehrt wurde. Sie galt als allmächtig und stand über dem irdischen Leben. Aus ihrer Bedeutung leitet Haarmann ab, dass jungsteinzeitlichen Gesellschaften auch matrifokal organisiert waren, in denen die Kinder bei der Mutter leben und Erbfolge sowie Familienbindungen matrilinear ausgestaltet sind, sich also nach der Abstammung mütterlicherseits richten. Andere gehen weiter und folgern hieraus die Existenz matriarchalisch organisierter Gesellschaften. Diese Deutungen werden fachwissenschaftlich jedoch zurückgewiesen.
In der Archäologie wird die Interpretation anthropomorpher weiblicher Darstellungen als Göttinnen jedoch nicht gestützt. Ein Teil der Figurinen z. B. in Çatalhöyük stellen auch Männer dar, andere Stücke sind zoomorph oder zeigen keine geschlechtsspezifischen Charakteristika. Nur fünf Prozent der etwa 2000 gefundenen Figuren sind eindeutig weiblich.

### Vorläuferin weiblicher Gottheiten

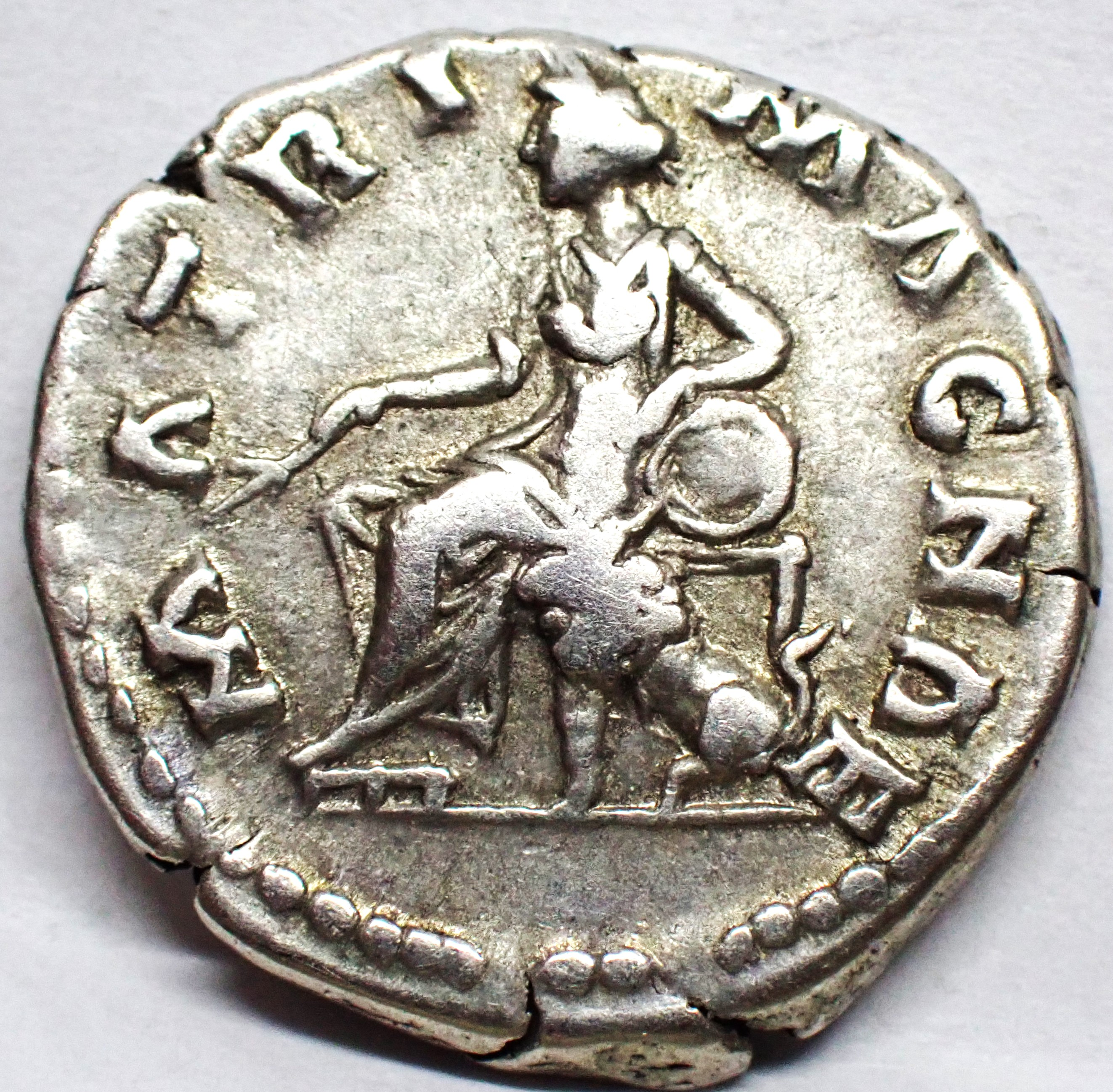
MATRI MAGNAE als Umschrift auf Denarrevers der Faustina minor

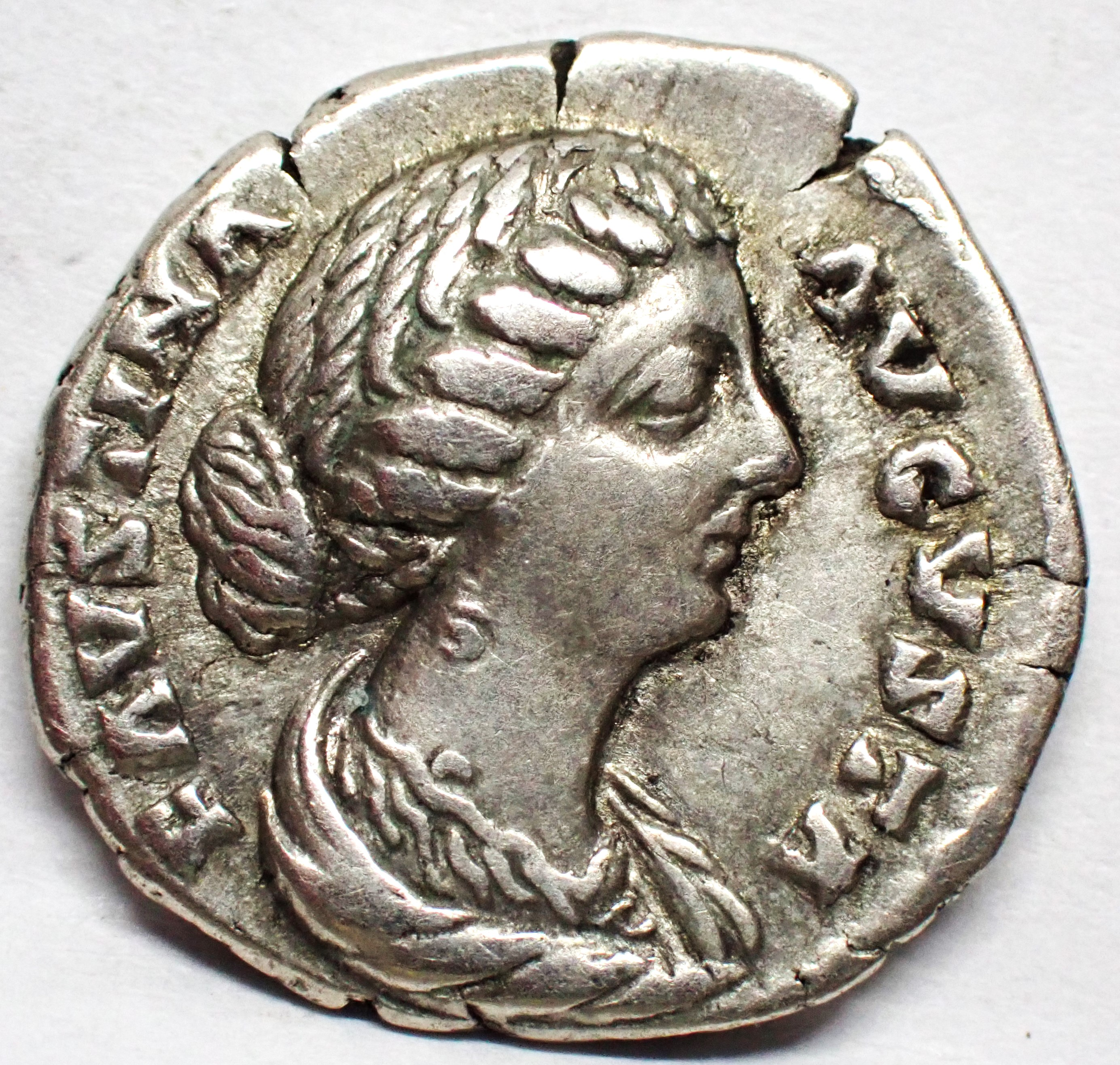
Portraitseite des Denars der Faustina minor

Haarmann versucht, viele antike Göttinnen von der „Magna Mater“ abzuleiten, wie zum Beispiel die Verehrung der Aphrodite auf Zypern vor ca. 5000 Jahren. Auch die sumerischen, babylonischen und phönizischen Göttinnen wie Inanna, Ištar und Astarte sollen laut Haarmann auf eine ältere Magna Mater zurückgehen. So werden von einigen Archäologen die am Ostufer des Tigris im Irak gefundenen Frauenstatuetten von Samarra aus der Zeit 6500–6000 v. Chr. als Vorläuferinnen der sumerischen Göttinnen und Darstellungen der Großen Mutter angesehen. Gerda Weiler will auch im Alten Testament Anzeichen für eine frühe Verehrung einer Großen Göttin finden. In Kleinasien findet sich die Verehrung der Großen Göttin als Kybele, die unter dem Namen Mater Deum Magna Ideae (Große Göttermutter vom Berge Idea) 205 v. Chr. nach Rom kam und sich von hier aus im ganzen römischen Reich ausbreitete (siehe auch: Tempel der Magna Mater). Von dieser römischen Namensgebung leitet sich auch der heute übliche Name der Urmutter als Magna Mater ab. Gelegentlich wurde die Darstellung mit der Umschrift MATRI MAGNAE auch auf Rückseiten von römischen Münzen geprägt, die auf der Vorderseite das Porträt einer Kaiserin zeigen. Im 19. Jahrhundert wurde Kybele oft als Allegorie der Erde dargestellt.
Haarmann nimmt an, dass infolge der von Gimbutas postulierten indogermanischen Siedlungsschübe zwischen 4500 und 3000 v. Chr. das indoeuropäische polytheistische Pantheon mit vorherrschenden männlichen Gottheiten die Vorstellung einer Muttergottheit überlagerte, in dem weibliche Gottheiten zwar an Seiten der männlichen Götter stehen, ohne aber die männliche Dominanz in Zweifel zu stellen. Gimbutas Postulat wurde jedoch von zahlreichen Archäologen in Frage gestellt.

## Manfred Ehmer: Neureligiöse Interpretationen
Erste Spuren neuheidnischer/naturreligiöser Bewegungen finden sich im 18. und frühen 19. Jahrhundert als Gegenentwurf zur rationalistischen Weltsicht der Aufklärung. In den 1970er Jahren wurde die Vorstellung von einer Ur- oder Allmutter, die man der Erscheinung der Großen Göttin zurechnet, aufgenommen, um sogenannte ganzheitliche Ansätze zur Erfassung der Erde als ein eigenes Wesen zu beschreiben; im Wicca, in ökospirituellen und ökofeministischen Bewegungen, im spirituellen Feminismus und in Matriarchatstheorien. Siehe dazu auch: Hypothesen zur Religion historischer Matriarchate
In der Interpretation von Manfred Kurt Ehmer – der Autor bezeichnet als Schwerpunkt seiner Aktivität Ökoreligion/Ökospiritualität – förderte im Neolithikum der von der Landwirtschaft vorgegebene Lebensrhythmus die Vorstellung von der Erde als autarkem Wesen, das mit seinen Kräften, die sich im Werden von Fauna und Flora, aber auch des Menschen, zeigten, als Große Mutter (Magna Mater) oder Urmutter allen Seins verehrt wurde. Hieraus soll sich laut Ehmer infolge einer Übertragung dieser fruchtbringenden Eigenschaften auf das Weibliche der Kult einer Magna Mater entwickelt haben, der sinnbildlich für den „fruchtbaren Mutterschoß stand, aus dem alles Leben erneut hervorgeht.“
Diese Interpretation verbindet er in Europa auch mit der Megalithkultur auf Malta zwischen 4500 und 1500 v. Chr., deren steinerne Bauwerke angeblich als Tempel der Großen Göttin gedeutet wurden. In den megalithischen Tempelanlagen von Tarxien, Ħaġar Qim und im Hypogäum von Ħal-Saflieni wurden androgyne und weibliche Statuetten, darunter die Venus von Malta (nicht zu verwechseln mit der russischen Venus von Malta in Oblast Irkutsk), die Sleeping Lady und die fat lady gefunden. Ehmer interpretiert sie als kleine Darstellungen der Muttergottheit.
Auf Magna Mater (Méter megále „große Mutter“) sollen auch sämtliche Erdgöttinnen der Alten Ägäis wie zum Beispiel Rhea, Gaia, Demeter und Persephone zurückgehen.

## Kulturhistorische Literatur
- Harald Haarmann: Die Madonna und ihre Töchter, Rekonstruktion einer kulturhistorischen Genealogie. Olms, Hildesheim / Zürich / New York 1996, ISBN 3-487-10163-7.
- Maria Xagorari-Gleißner: Meter Theon. Die Göttermutter bei den Griechen. Harrassowitz, Wiesbaden 2008, ISBN 978-3-447-05986-2.
- Barbara Kowalewski: Frauengestalten im Geschichtswerk des T. Livius. Saur, München/Leipzig 2002, ISBN 3-598-77719-1, S. 197.
- Jörg Rüpke: Fehler und Fehlinterpretationen in der Datierung des Dies Natalis des stadtrömischen Magna Mater-Tempels. In: Zeitschrift für Papyrologie und Epigraphik. 102, 1994, S. 237. (PDF)